# 克日什托夫·赫梅莱夫斯基
克日什托夫·赫梅莱夫斯基（波蘭語：Krzysztof Chmielewski，2004年6月8日—），波兰男子游泳运动员，2022年世界青年游泳锦标赛男子200米蝶泳、男子4×100米混合泳接力和混合4×100米混合泳接力金牌得主、2023年世界游泳锦标赛男子200米蝶泳银牌得主。